# П'єтро Антоніо Трезіні
 П'єтро Антоніо Трезіні (італ. Trezzini, 1692 або 1698 - бл. 1768) - архітектор 1-ї половини 18 століття, працював в Петербурзі. Представник пізнього бароко і рококо.Не плутати з сином архітектора Доменіко Трезіні - просто П'єтро Трезіні (без Антоніо).

## Біографія коротко
Походить з італійської частини Швейцарії.Навчався в Мілані. З 1726 року на службі в Петербурзі.Співпрацював з архітекторами М.Земцовим, Доменіко Трезіні .Короткий злет в кар'єрі отримав після того, як трон посіла дочка Петра І - імператриця Єлизавета. Прорахунки в будівлях і яскрава обдарованість Вартоломея Растреллі затьмарили авторитет П'єтро Антоніо Трезіні, що був відсторонений від посади придворного архітектора.За висновками дослідників виїхав в Італію у 1751 році де і помер.Рік смерті невідомий, ймовірно, 1759.

## Проекти і будови

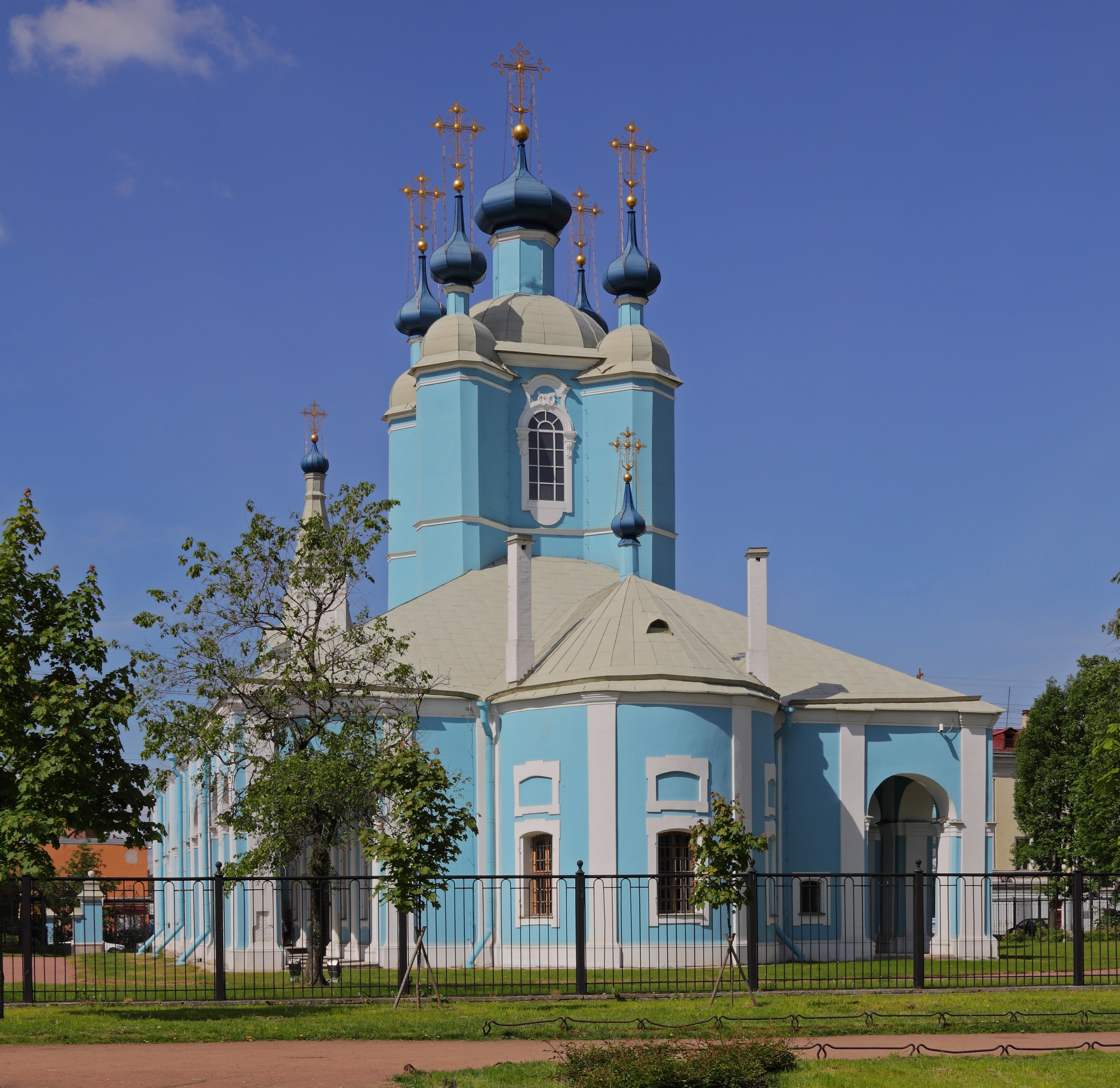
Сампсоніївський собор, Петербург, Виборзька сторона.

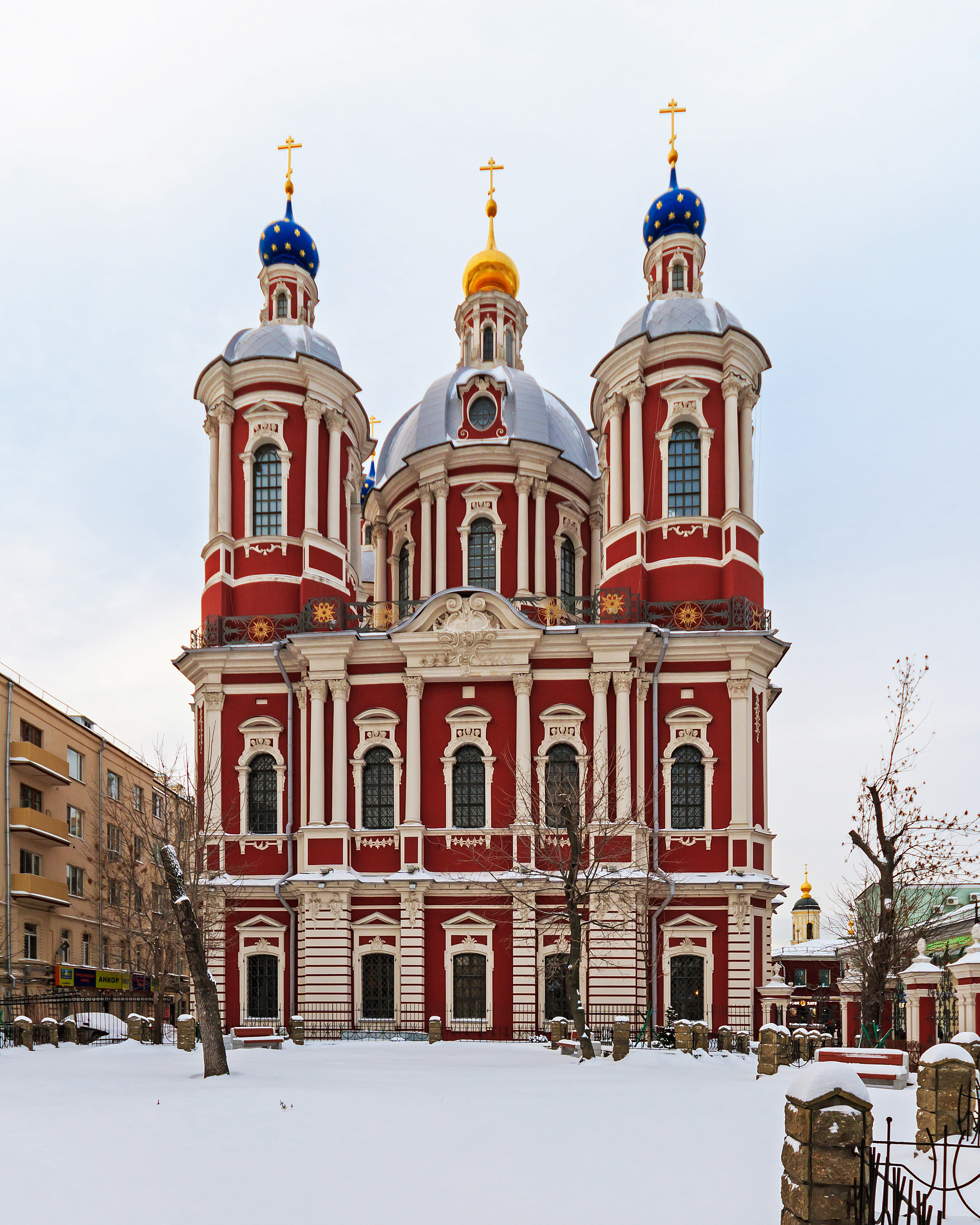
Церква Клімента папи римського, Москва.

- первісний Поштовий двір, Петербург,
- реконструкція Ісаакіївського собору, Петербург,
- Спасо-Преображенський собор, Петербург,
- Сампсоніївський собор, перебудова, Петербург,
- Успенська церква (нині - Князь-Володимирський собор), Петербург, перебудови Антоніо Рінальді,
- театр Анічкова палацу (зруйновано)
- Федорівська церква Олександро-Невського монастиря, тепер лавра, Петербург,
- Троїцький обор в Троїце-Сергіївій пустині, Петербург (зруйновано)
- добудова Морського шпиталю (зруйновано)
- два будинки біля католицького костелу Св. Катерини, Петербург,
- Триумфальні ворота біля Зеленого мосту на Невській перспективі, Петербург,
- Собор Клімента папи римського, Петербург.
- Церква Клімента папи римського, Москва, проект.